# Béranger Itoua
Béranger Richy Itoua (ur. 9 maja 1992 w Brazzaville) – kongijski piłkarz grający na pozycji środkowego obrońcy. Od 2022 jest piłkarzem klubu AS Otohô.

## Kariera klubowa
Swoją karierę piłkarską Itoua rozpoczął w klubie Ajax de Ouenzé. W 2011 roku zadebiutował w jego barwach w pierwszej lidze kongijskiej. W latach 2012-2013 był zawodnikiem CSMD Diables Noirs. W sezonach 2012 i 2013 wywalczył z nim dwa wicemistrzostwa kraju, a w 2012 zdobył też Puchar Konga. W sezonie 2013/2014 był graczem południowoafrykańskiego Orlando Pirates, z którym zdobył Nedbank Cup. W latach 2014-2017 występował w CARA Brazzaville, a w 2018 roku w AS Otohô, z którym sięgnął po mistrzostwo Konga. W sezonie 2018/2019 grał w saudyjskim Al-Shoulla FC, a w latach 2019-2021 - w omańskim Sohar SC. W 2022 wrócił do AS Otohô. W sezonie 2022/2023 wywalczył z nim mistrzostwo Konga.

## Kariera reprezentacyjna
W reprezentacji Konga Itoua zadebiutował 4 września 2016 w wygranym 1:0 meczu kwalifikacji do Pucharu Narodów Afryki 2017 z Gwineą Bissau, rozegranym w Brazzaville.